# Nagyszentpéteri Miklós
Nagyszentpéteri Miklós (Kiskunhalas, 1968. december 12. –) magyar balettművész.

## Életpályája
1978–1988 között az Állami Balettintézet diákja volt, ahol Koren Tamás tanította. 1986-ban egy évet Leningrádban töltött. 1988 óta a Magyar Állami Operaház tagja, 1997 óta magántáncosa. 1996-ban New York-ban is szerepelt.
Külföldön is dolgozott, többek között: az Egyesült Államokban, Kanadában, Németországban, Franciaországban, Olaszországban, Spanyolországban, Angliában, Portugáliában, Oroszországban, Hollandiában, Finnországban, Izraelben, Kínában, Dél-Koreában, Hongkongban és Mexikóban.[forrás?]

## Színházi szerepei
A Színházi Adattárban regisztrált bemutatóiak száma: 1.
- Gounod: Rómeó és Júlia....Balett
- Delibes-Harangozó: Coppélia....Ferenc
- Goldmark-Seregi: A makrancos Kata....Petruchio; Lucentio; Udvari szabó
- Prokofiev-Seregi: Rómeó és Júlia....Rómeó; Tybalt; Mercutio
- Mendelssohn-Seregi: Szentivánéji álom....Zuboly; Demetrius; Gyalu
- Zaharov: A bahcsiszeráji szökőkút....Nurali
- Csajkovszkij-Petipa-Ivanov: A diótörő....Herceg; Orosz tánc
- Hérold-Ashton: A rosszul őrzött lány....Alain
- Kocsák-Harangozó: Hófehérke és a hét törpe....Vidor
- Sztravinszkij-Bozsik: Menyegző....Szülő
- Bartók-Harangozó: A csodálatos mandarin....A három csavargó
- Strauss-Harangozó: Térzene....Gigerli
- Adam-Lavrovszkij: Giselle....Hilarion
- Csajkovszkij-Petipa: A hattyúk tava....Mazurka
- Theodorákisz-Keveházi: Zorba....Zorba
- Minkus-Petipa-Muchamedov: A bajadér....Dugmanta rádzsa
- Csajkovszkij-Pártay: Anna Karenina....Orosz szólópár

## Díjai
- EuropaS-díj (1996)
- Souvenir-díj (1996)
- Magyar Arany Érdemkereszt (1998)